# اریسباس آگورا
اریسباس آگورا (انگلیسی: Irisbus Agora)
یک اتوبوس سطح پائین بود که توسط رنو از سال ۱۹۹۵ تا ۲۰۰۲ طراحی و ساخته شد، این اتوبوس ابتدا توسط اویکو زیرمجموعه فیات با موتورهای شرکت اویکو ساخته شد. همچنین توسط کاروسا مستقر در چک با نام سیتی باس به عنوان یک اتوبوس دیزلی ساخته شد. این اتوبوس به عنوان یک اتوبوس شهری برقی در بازارهای اروپای شرقی در رومانی تولید شده‌است. این اتوبوس در ایران نیز از ابتدای دهه هشتاد خورشیدی ، توسط شهاب خودرو به تولید رسید که در حال حاضر توقف تولید شده است اما هنوز این اتوبوس در ناوگان حمل‌و‌نقل عمومی ایران فعالیت می‌کند.